# ガーデニアン
ガーデニアン (Gardenian)は、スウェーデンのメロディックデスメタルバンド。元イン・フレイムスのギタリスト、ニクラス・エンゲリンが中心メンバーであった。また音源は残していないが、一時期アポロ・パパサナシオがボーカリストとして加入していた。

## 略歴
1996年にティム・ブロム (Ds)とジム・シェル (Vo、G)を中心に結成。結成後、ホーカン・スクーゲル (B)が加入。また、当時もう一人いたギタリストが脱退し、ニクラス・エンゲリン (G)が加入し、メンバーが固定される。その後、ニクラス・エンゲリンがイン・フレイムスのギタリスト、イェスパー・ストロムブラードと知り合い、イェスパーの後押しで、フランスのインディーズ・レコードレーベル、リスナブル・レコードと契約する。1996年12月から1stアルバム『Two Feet Stand』を録音し、1997年にリリースしデビューする。また、同年にはイン・フレイムスにニクラスが加入している。
1998年には、イン・フレイムスをメインバンドにできないという理由でニクラスがイン・フレイムスから脱退し、2ndアルバムの製作に取り掛かる。レーベル契約を、ドイツの大手レーベルニュークリア・ブラストに移して、1999年に2ndアルバム『Soulburner』をリリース。リリース後、ホーカン・スクーゲルが脱退し、クリス・アルベルトソン (B)が加入する。2000年に3rdアルバム『Sindustries』をリリースする。
それから、2003年に結成メンバーのジム・シェルとクリス・アルベルトソンが脱退、アポロ・パパサナシオ (Vo)とローベルト・ハケモ (B)が加入。しかし、2004年はじめ頃に解散した。
2012年に1stアルバム時のメンバーで再結成し、翌2013年1月のイェーテボリでのライヴに参加するため、リハーサルを開始した。ライヴ後には、今後も活動を継続し、新アルバムを制作することに決めた。2015年には、デモトラック22曲を録音したとしていたが、2016年にはアルバムリリースについて困難であることと、活動を終了する旨の発表がなされた。

## メンバー

### 最終メンバー
- ジム・シェル (Jim Kjell) - ボーカル、ギター (1996 - 2003, 2012 - 2016)
イルミンスルなどでも活動。
- ニクラス・エンゲリン (Niclas Engelin) - ギター (1996 - 2004, 2012 - 2016)
イン・フレイムス、エンゲル、ウィー・セル・ザ・デッド、パッセンジャーやザ・ヘイロー・エフェクトでも活動している。
- ホーカン・スクーゲル (Håkan Skoger) - ベース (1996 - 1999, 2012 - 2016)
- ティム・ブロム (Thim Blom) - ドラムス (1996 - 2004, 2012 - 2016)
ウィズイン・ワイでも活動していた。

### 旧メンバー
- アポロ・パパサナシオ (Apollo Papathanasio) - ボーカル (2003 - 2004)
ファイアーウインド、スピリチュアル・ベガーズ、イーヴル・マスカレード、サンダリナス、マジェスティック、タイム・レクイエム、ベースインヴェイダーズ、ウィー・セル・ザ・デッドなどでも活動。
- クリス・アルベルトソン (Kriss Albertsson) - ベース (1999 - 2003)
- ローベルト・ハケモ (Robert Hakemo) - ベース (2003 - 2004)
エンゲル、ザ・レジスタンスでも活動。

## ディスコグラフィー
- 1997年 Studio Rehearsals (Demo)
- 1997年 Two Feet Stand
- 1999年 Soulburner
- 2000年 Sindustries